# Шелест Володимир Леонтійович
Шелест Володимир Леонтійович (*25 квітня 1921) — український літературознавець. Член УВАН.

## З біографії
Народився 25 квітня 1921 року в родині вчителів. Навчався на історико-філологічному факультеті Харківського університету. У 1941 році потрапив у полон до німців. Був поранений. Після закінчення війни навчався в Українському вільному університеті. Переїхав до Канади (1948). Вивчав славістику в Оттавському університеті (1960–1963), захистив докторську дисертацію в Українському вільному університеті (1966). Викладав російську мову і літературу, відкрив секцію української мови і літератури в університеті Ватерлу.

## Творчий доробок
Автор праць "Княжа доба у «Слові о полку Ігоревім» (1961), «Елегія в українській поезії» (1966), статей про Є. Маланюка, Л. Мосендза та інших авторів.
Окремі видання:
- Шелест В. Буремна поезія Євгена Маланюка // Березіль. −1992. — № 9-10. — С. 187–191.
- Шелест В. Образні асоціації в поезії Ліни Костенко // Дивослово. — 1994. — № 2.
- Шелест В. Поезія Леоніда Мосендза // Українська мова і література в школі. — 1992. — № 1.
- Шелест В. Поезія Леоніда Мосендза // Українське літературознавство. — 1996. — Вип. 63. -С. 133–147.